# Classe Argos (1991)
Se procura a classe de navios homónima da Marinha Portuguesa, veja Classe Argos (1963).
A Classe Argos é um modelo de lancha de fiscalização em serviço na Marinha Portuguesa desde 1991. Este tipo de navio foi projectado pelo Arsenal do Alfeite, mas construído em estaleiros privados em Vila Real de Santo António.
Esta classe de lanchas tem como missão principal a patrulha e fiscalização das águas territoriais portuguesas. Como tarefas secundárias, executa missões de busca e salvamento e combate à poluição.
Seguindo uma tradição da Marinha Portuguesa para este tipo de embarcações, as lanchas da classe foram baptizadas com nomes de constelações.
A partir de 2000 entrou em serviço na Marinha Portuguesa um desenvolvimento da Classe Argos, denominado classe Centauro ou classe Argos - 2ª Série.
De notar que existiu na Marinha Portuguesa uma antiga classe Argos de lanchas de fiscalização, construídas entre 1963 e 1965, que estiveram ao serviço até 1975.

## Unidades
| Número de amura | Nome           | Comissão | Estado     |
| --------------- | -------------- | -------- | ---------- |
| P 1150          | NRP Argos      | 1991     | Abatido    |
| P 1151          | NRP Dragão     | 1991     | Em serviço |
| P 1152          | NRP Escorpião  | 1991     | Em serviço |
| P 1153          | NRP Cassiopeia | 1991     | Em serviço |
| P 1154          | NRP Hidra      | 1991     | Em serviço |